# Checkpoint Bravo

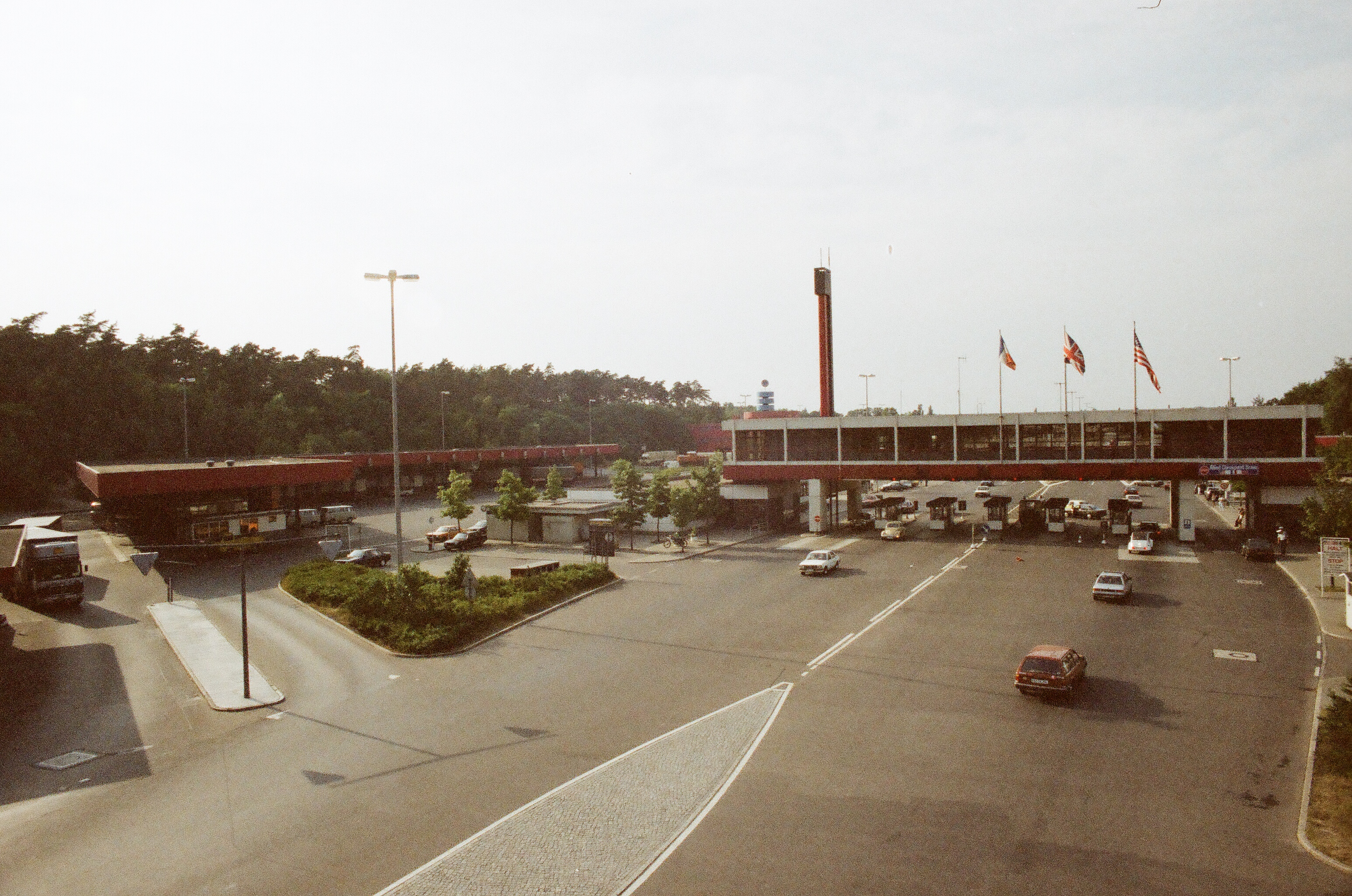
Checkpoint Bravo im Jahr 1987

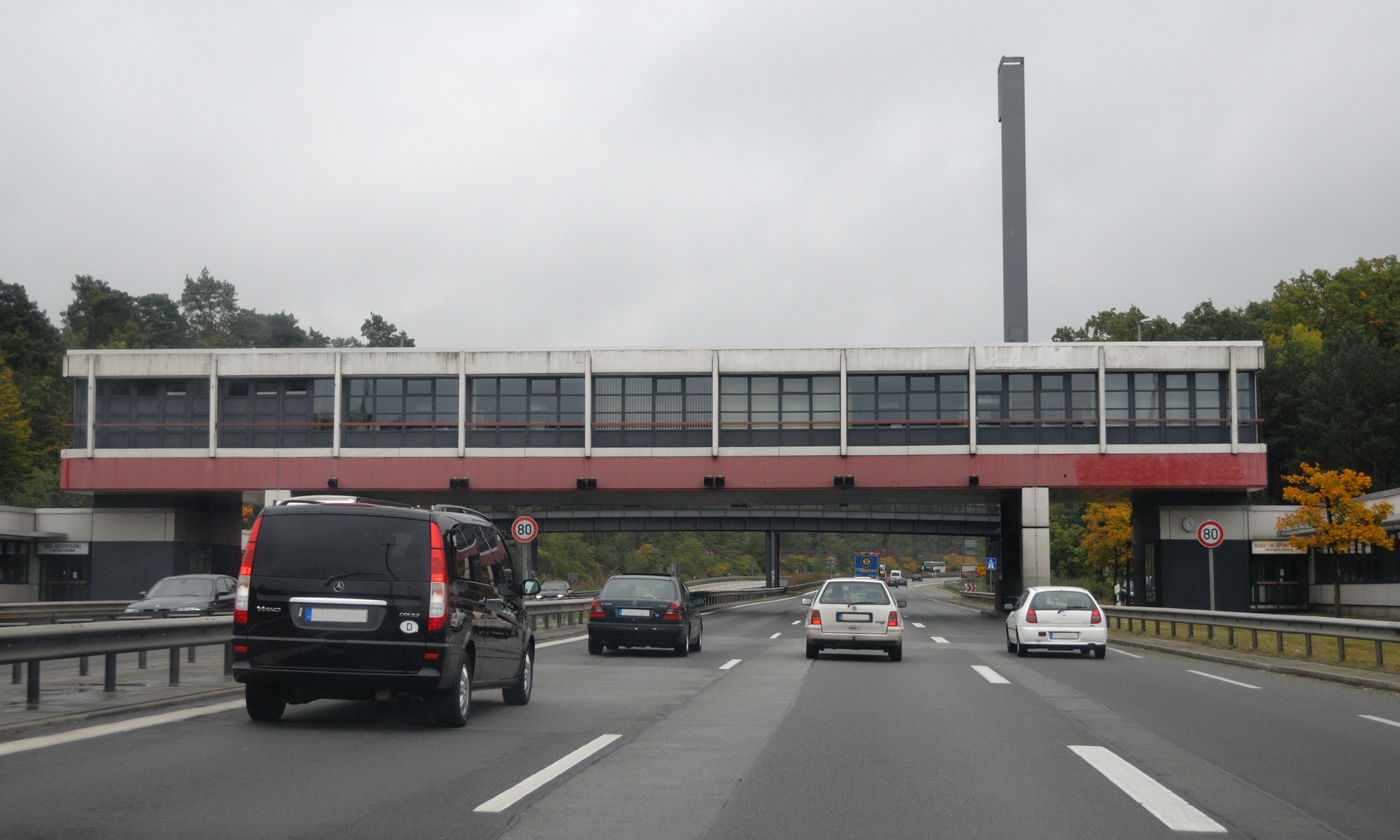
Nördlicher Blick von der A 115 auf das Brückenhaus des früheren Checkpoints Bravo

Checkpoint Bravo war die Bezeichnung für den US-amerikanischen Teil des Kontrollpunktes Dreilinden–Drewitz. Er befand sich ab 1969 im Ortsteil Nikolassee an der Stadtgrenze von Berlin zur DDR auf der Verlängerung der AVUS (heute Teil der A115) unmittelbar südlich des Zehlendorfer Kleeblatts und damit an der Transitstrecke zwischen Berlin (West) und der Bundesrepublik Deutschland.

## Drei Kontrollpunkte

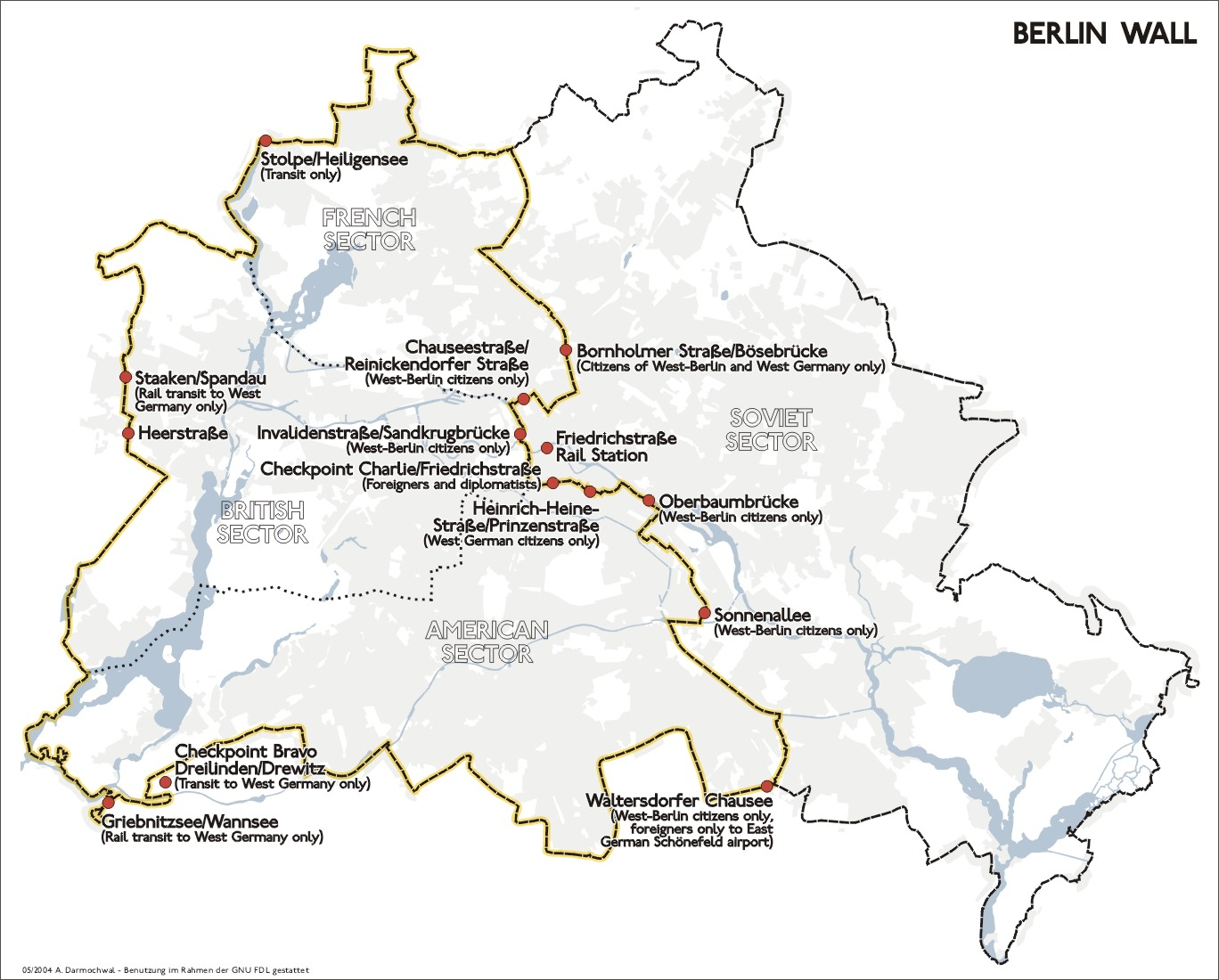
Kontrollpunkte

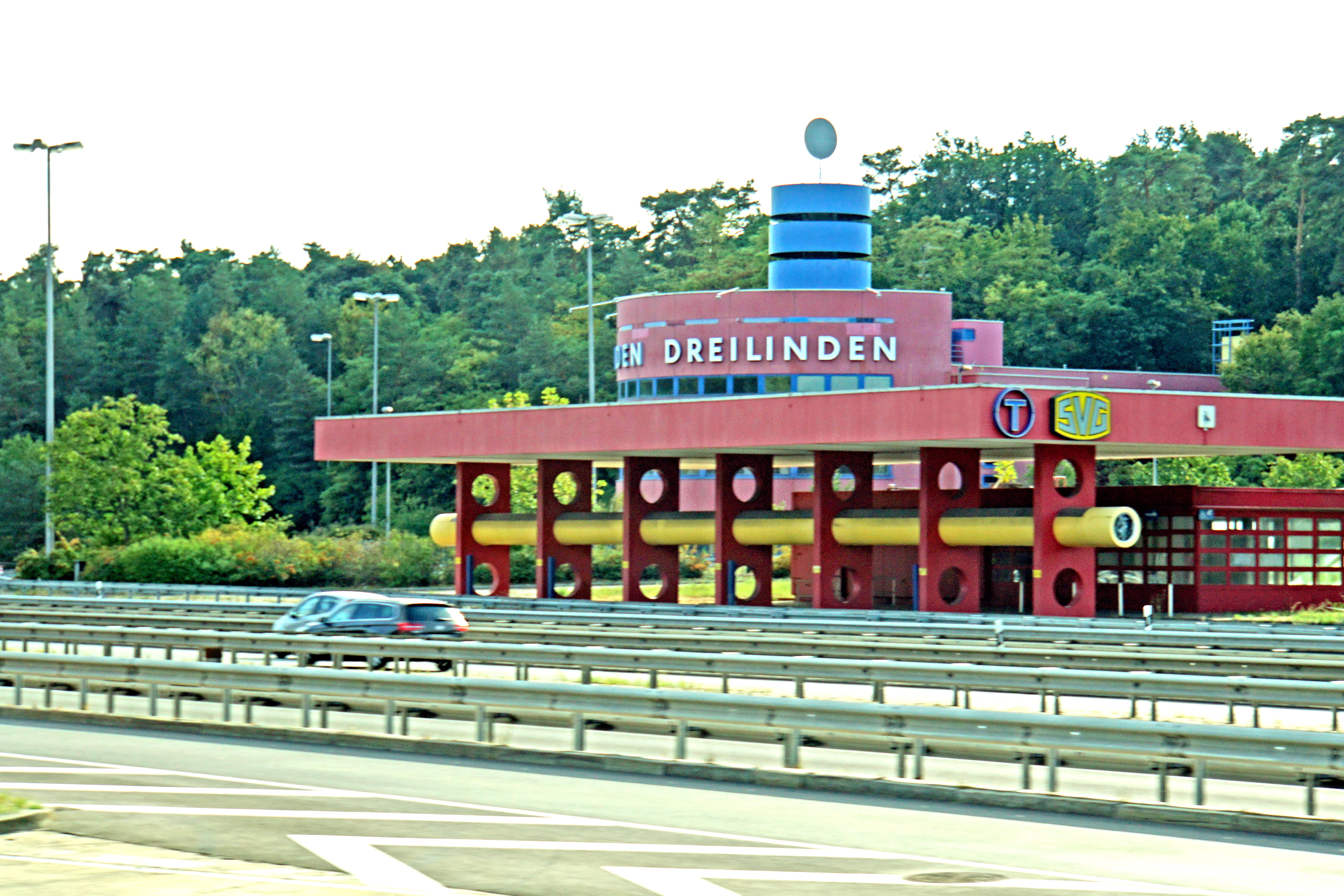
Der Berliner Architekt und Senatsbaudirektor Rainer Rümmler entwarf die von 1968 bis 1972 entstandene Anlage inklusive Tankstelle, Raststätte und Zollstelle

Checkpoint Bravo war einer von drei durch die USA genutzten alliierten Kontrollpunkten im geteilten Deutschland bzw. geteilten Berlin. Er wurde nach dem zweiten Buchstaben des heutigen ICAO-Alphabets benannt. Checkpoint Alpha war die west-alliierte Seite des Grenzüberganges Helmstedt-Marienborn und Checkpoint Charlie der alliierte Grenzkontrollpunkt innerhalb Berlins.
Die Anlage mit Abfertigungsgebäuden, Raststätte, Tankstelle und Brückenhaus (Zollstelle) wurde von den Architekten Rainer Rümmler und Hans Joachim Schröder entworfen und wurde zwischen 1968 und 1972 vom Bauamt Nord der Oberfinanzdirektion Berlin errichtet. Die erhaltenen Gebäude stehen unter Denkmalschutz.
Hier befindet sich eine Skulptur des Berliner Bären.

## Vor 1969
Vor 1969 befand sich der Checkpoint Bravo auf einer Autobahnbrücke über den Teltowkanal im Bereich der Ortslage Albrechts Teerofen (Bestandteil des Ortsteils Wannsee im südwestlichen Bezirk Steglitz-Zehlendorf von Berlin). Die heute A 115 genannte Autobahn hatte damals südlich des Zehlendorfer Kleeblatts einen anderen Verlauf. Unmittelbar hinter der Stadtgrenze führte sie westlich der jetzigen Trasse mehr als drei Kilometer wieder über DDR-Gebiet, bevor auf der Brücke über den Teltowkanal erneut ein etwa 150 m breiter Streifen West-Berliner Gebiets (Albrechts Teerofen) begann, auf dem sich sowohl der alliierte Checkpoint als auch die Zoll-/Polizeiabfertigungsstelle von Berlin (West) befanden. Da die DDR eine unkontrollierte Durchfahrt durch ihr Territorium zwischen West-Berlin und dem Checkpoint vermeiden wollte, baute sie einen neuen Autobahnabschnitt unter Umgehung von Albrechts Teerofen und legte diesen Abschnitt still. Die alte Autobahnbrücke über den Teltowkanal mit einigen Markierungen des Checkpoints ist immer noch vorhanden, die Fahrbahn der alten Autobahn blieb über Jahrzehnte erhalten und wurde nach dem Fall der Mauer noch gelegentlich für Filmaufnahmen verwendet.